# Басшийський сільський округ
Басши́йський сільський округ (каз. Басши ауылдық округі, рос. Басшийский сельский округ) — адміністративна одиниця у складі Кербулацького району Жетисуської області Казахстану. Адміністративний центр — село Басші.
Населення — 2614 осіб (2021; 2980 у 2009, 3137 у 1999, 3677 у 1989).
Станом на 1989 рік існувала Басшинська сільська рада (села Калініно, Нурум, Перше Мая, селища 65 км, ГРП) Панфіловського району.

## Склад
До складу округу входять такі населені пункти:
| Населений пункт | Населення, осіб (1989) | Населення, осіб (1999) | Населення, осіб (2009) | Населення, осіб (2021) |
| --------------- | ---------------------- | ---------------------- | ---------------------- | ---------------------- |
| 65 км, селище   | 74                     | -                      | -                      | -                      |
| Актобе, село    | 576                    | 665                    | 599                    | 371                    |
| Басші, село     | 1932                   | 1726                   | 1831                   | 1658                   |
| ГРП, селище     | 434                    | -                      | -                      | -                      |
| Нурум, село     | 661                    | 746                    | 550                    | 585                    |